# اشريطات (أولاد بوراص)
اشريطات هو دُوَّار يقع بجماعة مريجة، إقليم جرادة، جهة الشرق في المملكة المغربية. ينتمي الدوّار لمشيخة أولاد بوراص التي تضم 8 دواوير. يقدر عدد سكانه بـ 193 نسمة حسب الإحصاء الرسمي للسكان والسكنى لسنة 2004.

## روابط خارجية
- البوابة الوطنية للجماعات الترابية
- المندوبية السامية للتخطيط